# Chendian (köpinghuvudort i Kina, Hubei Sheng, lat 30,27, long 111,64)
Chendian är en köpinghuvudort i Kina. Den ligger i provinsen Hubei, i den centrala delen av landet, omkring 260 kilometer väster om provinshuvudstaden Wuhan. Antalet invånare är 33 550. Befolkningen består av 16 522 kvinnor och 17 028 män. Barn under 15 år utgör 11,0 %, vuxna 15-64 år 75 %, och äldre över 65 år 13,0 %.
Runt Chendian är det tätbefolkat, med 383 invånare per kvadratkilometer. Närmaste större samhälle är Songzi, 16,1 km sydost om Chendian. Trakten runt Chendian består till största delen av jordbruksmark.
Genomsnittlig årsnederbörd är 1 313 millimeter. Den regnigaste månaden är maj, med i genomsnitt 197 mm nederbörd, och den torraste är december, med 17 mm nederbörd.